# Mario Boyé
Mario Boyé (Buenos Aires, 30 de juliol de 1922 - Buenos Aires, 21 de juliol de 1992) fou un futbolista argentí de la dècada de 1940.
Pel que fa a clubs, va defensar els colors de Boca Juniors, Racing Club de Avellaneda i CA Huracán a l'Argentina, Genoa CFC a Itàlia i Millonarios a Colòmbia. A Boca disputà 228 partits i marcà 124 gols.
Fou internacional amb l'Argentina entre 1945 i 1951. Es proclamà campió de la Copa Amèrica de futbol els anys 1945, 1946 i 1947.

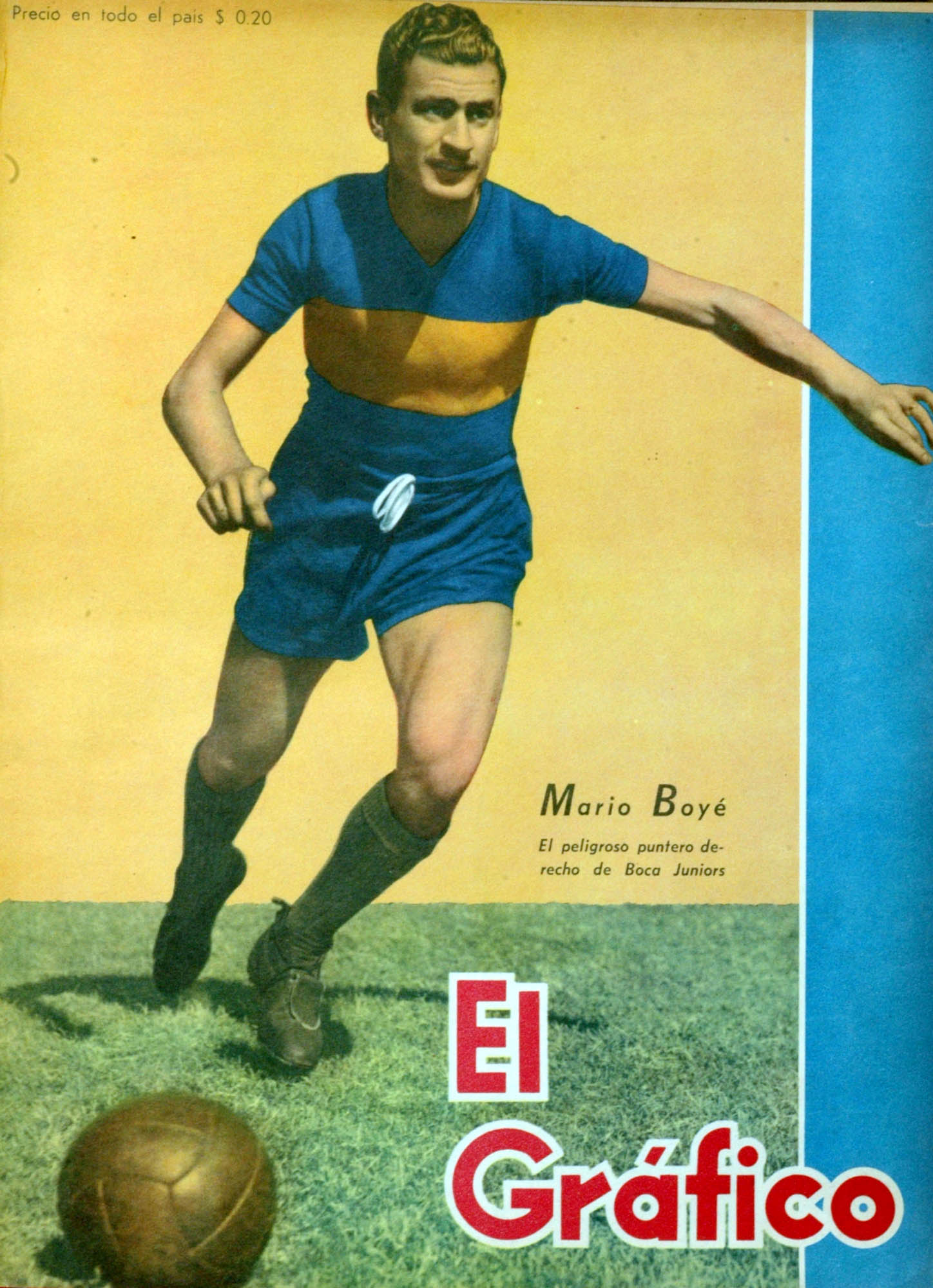
Mario Boyé a Boca.

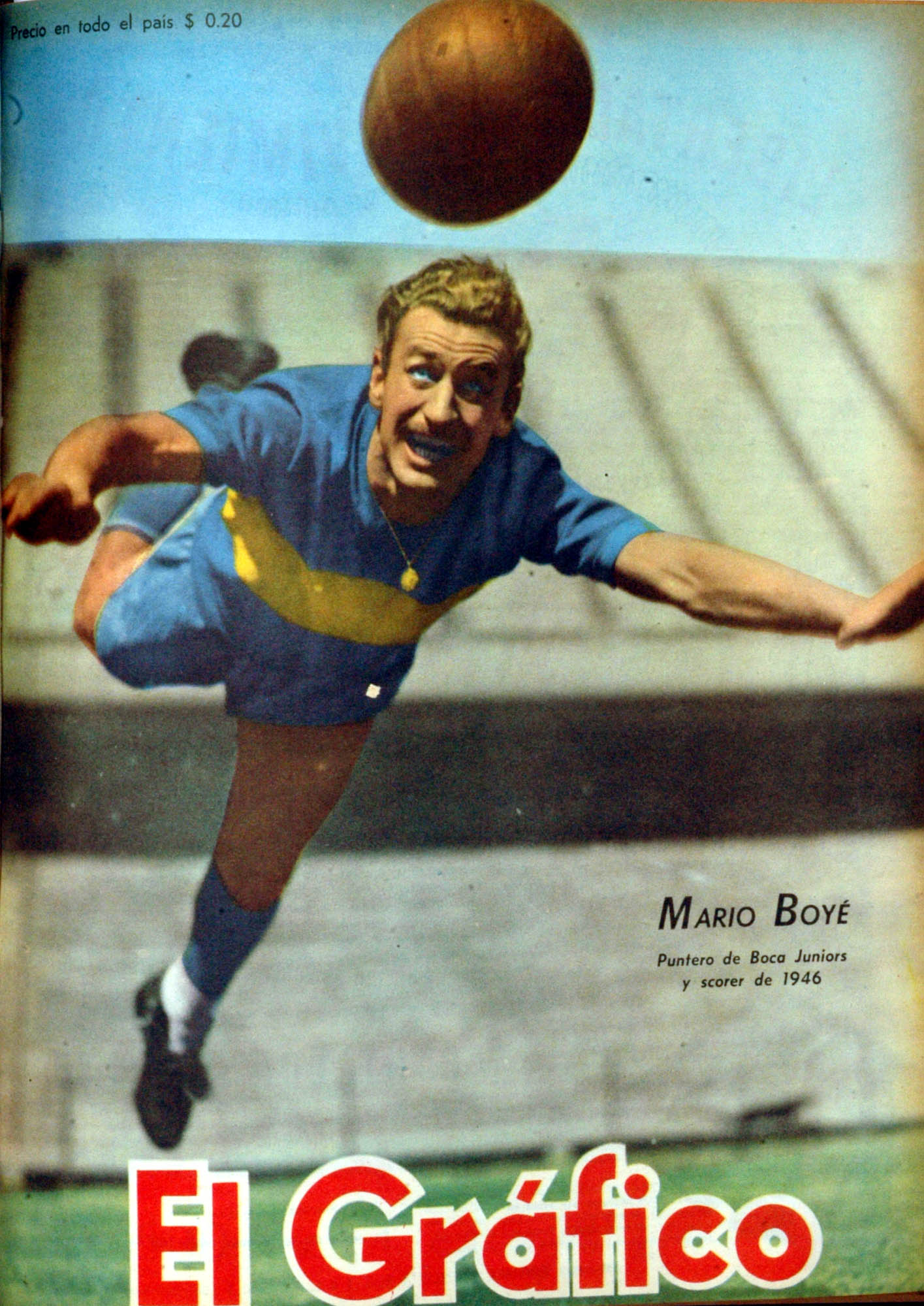
Mario Boyé a Boca.

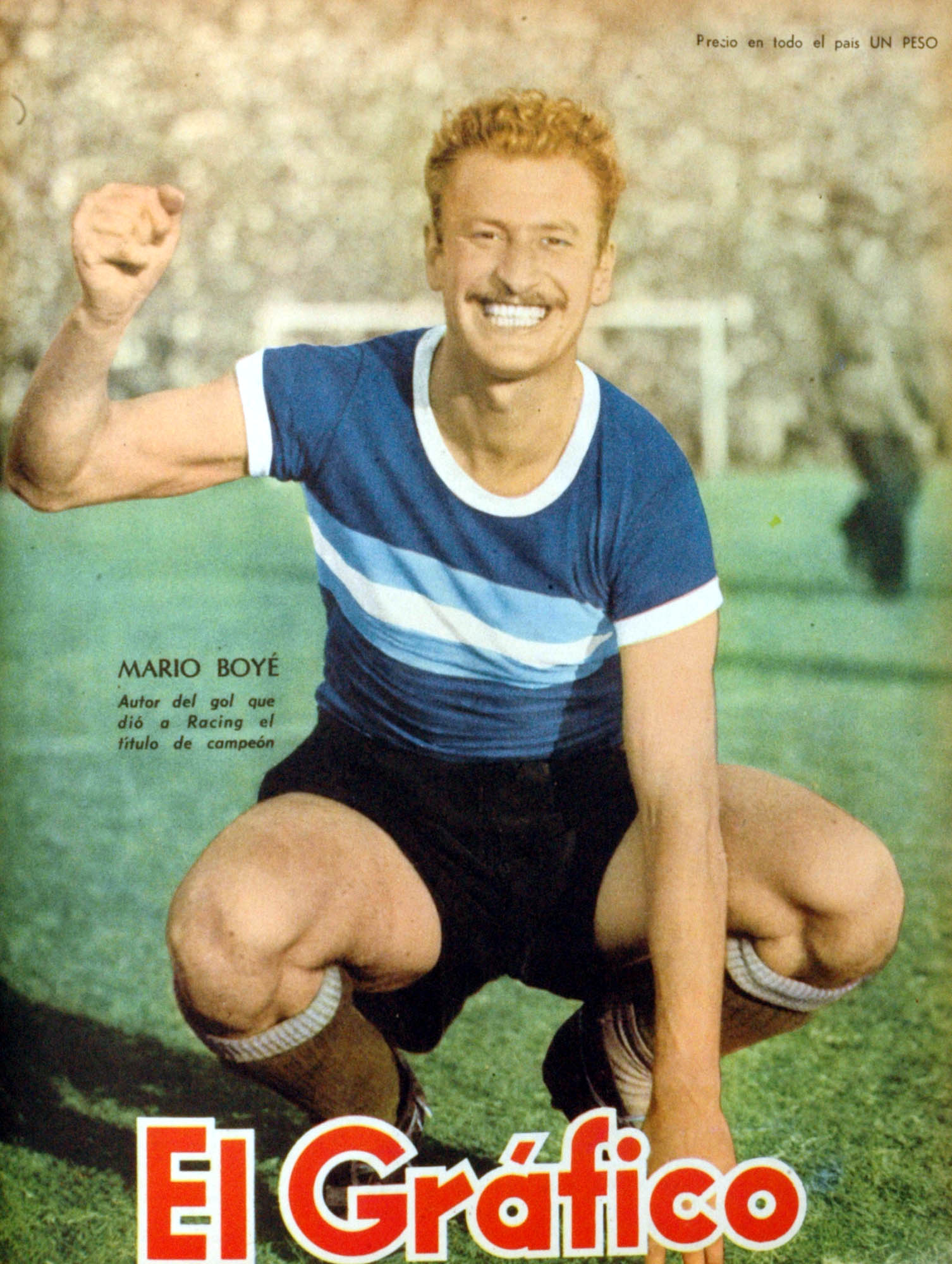
Mario Boyé a Racing.